# NK Vrlovka Kamanje
NK Vrlovka je nogometni klub iz Kamanja.
Trenutačno se natječe se u 2. ŽNL Karlovačkoj.